# Операция «Зимний лес»
«Waldwinter» («Зимний лес») — кодовое название карательной операции немецких оккупационных властей в годы Великой Отечественной войны против советских партизанских бригад 3-й (А. Я. Марченко) и 4-й Белорусской (Н. Е. Фалалеев), «За Советскую Белоруссию» (П. М. Романов), «Сиротинской» (П. А. Хомченко), отряда «Неуловимые» (М. С. Прудников), Белорусской диверсионной бригады имени Ленина (А. А. Баскаков), несколько спецгрупп и гражданского населения в треугольнике железных дорог Витебск — Невель — Полоцк (Витебский, Городокский, Меховский, Полоцкий, Сиротинский районы) с 27 декабря 1942 по 25 января 1943 года .
Проводилась силами 286-й охранной дивизии «Рихерт» в составе 2-го моторизованного полка, 2-х охранных полков, 794-го охранного батальона, 600-го полицейского батальона, 8-го артиллерийского полка, танковых частей, 690-й роты полевой жандармерии, хозяйственных спецкоманд из комендатуры Витебска. К операции привлекались 391-я учебно-полевая дивизия и «Боевая группа Шевелеры» с целью создания плотной заградительной полосы вдоль железной дороги Витебск — Невель. Это было продолжение операции «Affenkäfig».
Ожесточенные бои шли по реке Оболь у деревень Лохначи, Ровенец, Шилина, Котляри, Токорова, Пьетери, Заходы. После боев большинству партизанских формирований удалось прорваться через железную дорогу Полоцк — Невель и увести с собой в Россонский район тысячи местных жителей. Несколько отрядов 4-й Белорусской партизанской бригады, специальные диверсионно-разведывательные группы вели бои в зоне операции до 27 января.
В ходе операции немцы уничтожили 1627 человек, 2041 человек были отправлены на принудительные работы в нацистскую Германию. Деревни Аржавухово, Белое, Чербомысло с большей частью их жителей были полностью сожжены. У населения изъято 7468 голов скота, 894 лошади, около 1000 голов птицы, 446,8 т зерна, 14,5 т картофеля, 75,9 т льна и льняного семени и др. В ходе операции 286-я дивизия была снята с довольствия вермахтом, так как обеспечивала себя продовольствием за счет ограбления местного населения.

## Ответственность за преступления
- Иоганн-Георг Рихерт — генерал-лейтенант, командир 286-й охранной дивизи, 29 января 1946 года на Минском процессе над военными преступниками был признан виновным по всем предъявленным пунктам обвинения и вместе с ещё 13-ю подсудимыми приговорен к смертной казни через повешение. Приговор был приведен в исполнение на Минском ипподроме 30 января 1946 года в присутствии около 100 тысяч человек.
- Альбрехт Дижон фон Монтетон[нем.] — генерал-лейтенант, командир 391-й охранной дивизии, 2 февраля 1946 года на Рижском процессе над военными преступниками был признан виновным по всем предъявленным пунктам обвинения и вместе с ещё 6-ю подсудимыми приговорен к смертной казни через повешение. Все семь подсудимых были повешены на площади Победы в Риге.[1]